# Thylogale stigmatica
Thylogale stigmatica là một loài động vật có vú trong họ Macropodidae, bộ Hai răng cửa. Loài này được Gould mô tả năm 1860.

## Hình ảnh

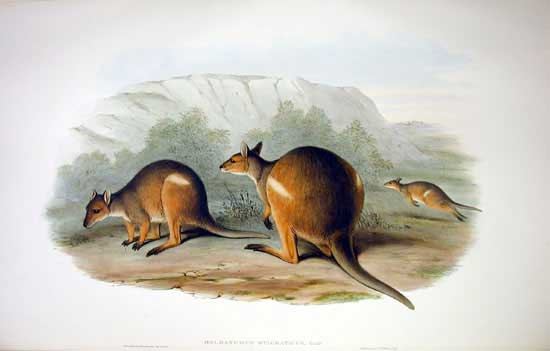